# Vasin Asvanarunat
Vasin Asvanarunat (tiếng Thái: วศิน อัศวนฤนาท), nghệ danh là Ko (โก้) (sinh ngày 15 tháng 06 năm 1991) là một diễn viên, VJ, MC Thái Lan. Anh đang là diễn viên độc quyền trên kênh Channel 7 (CH7) Thái Lan. Anh từng biết đến phim Oan gia cay nồng.

## Phim tham gia

### Phim truyền hình
| Năm  | Phim                                                                              | Vai                  | Đóng với                 | Đài        |
| ---- | --------------------------------------------------------------------------------- | -------------------- | ------------------------ | ---------- |
| 2012 | Ching Nang                                                                        | Aroon                |                          | CH7        |
| 2014 | Sanaeha Sunya Kaen Ký ức tình thù                                                 | Dr. Goh (khách mời)  |                          | CH3        |
| 2015 | Ugly Betty                                                                        | Danai "Dan" Phriamit | Pratchayanan Suwanmanee  | ThairathTV |
| 2015 | Lueat Tat Lueat Huyết chiến sinh tử                                               | Wayu                 |                          | CH7        |
| 2017 | So Sanaeha Móc xích tình duyên                                                    | Rangsan (San)        | Chatdao Sittipol         | CH7        |
| 2017 | Maya                                                                              | Rawit Therdsri       | Chermawee Suwanpanuchoke | CH7        |
| 2017 | Paragit Ruk Series: Ratchanawee Tee Ruk Sứ mệnh tình yêu: Chàng hải quân đáng yêu | Supachok / "Chok"    |                          | CH7        |
| 2018 | Por Mod Jao Sanae                                                                 | David                | Supicha Srisawat         | CH7        |
| 2019 | Khing Kor Rar Khar Kor Rang Oan gia cay nồng                                      | Pawee                | Paparwadee Chansamorn    | CH7        |
| 2019 | See Mai Karn Bốn sắc thái                                                         | Captain Sarut        | Pornchada Krueakoch      | CH7        |
| 2021 | Sud Rai Sad Rak Càng sợ càng yêu                                                  | Trin                 | Butsiri Rattanapaisansuk | CH3        |
| 2022 | Prang Sanaeha Định mệnh an bài                                                    | Techit               | Paparwadee Chansamorn    | CH7        |

### Series
| Năm  | Phim                     | Vai             | Đài    |
| ---- | ------------------------ | --------------- | ------ |
| 2013 | Tuổi nổi loạn            | Porsch          | GMMOne |
| 2014 | Zeal 5 Kon Glah Tah Atam | Kor (khách mời) | CH5    |
| 2014 | Tuổi nổi loạn 2          | Porsch          | GMMOne |

### Phim điện ảnh
| Năm  | Phim                    | Vai | Đóng với                               |
| ---- | ----------------------- | --- | -------------------------------------- |
| 2016 | A Gift Món quà tình yêu | Ong | Naphat Siangsomboon & Violette Wautier |